# إيزابيل الفرنسية، ملكة نافارا
إيزابيلا من فرنسا (2 مارس 1241 - 17 أبريل 1271) هي ملكة نافارا القرينة بزواجها من ثيوبالد الثاني،  هي الابنة الكبرى لـ لويس التاسع ومارغريت من بروفانس.
خرجت مع زوجها ووالدها إلى الحملة الصليبية الثامنة في يوليو 1270، والدها توفي هناك في أغسطس من نفس العام، وإما زوجها توفي في ديسمبر من وباء بينما كانوا في صقلية، بعد وفاة والدها وزوجها عادت إلى فرنسا وعاشت في بروفنس حتى وفاتها في 1271.
دفنت إيزابيلا بجوار زوجها في بروفينس.